# Флинт (Мичиген)
Флинт (Мичиген) (енгл. Flint) град је у америчкој савезној држави Мичиген. По попису становништва из 2010. у њему је живело 102.434 становника.

## Демографија
Према попису становништва из 2010. у граду је живело 102.434 становника, што је 22.509 (18,0%) становника мање него 2000. године.
|                   | 2010.            | 2000.            |
| Укупно            | 102 434 (100,0%) | 124 943 (100,0%) |
| Афроамериканци    | 57 939 (56,56%)  | 66 560 (53,27%)  |
| Белци             | 36 537 (35,67%)  | 50 020 (40,03%)  |
| Хиспаноамериканци | 3 976 (3,882%)   | 3 742 (2,995%)   |
| Остали            | 3 518 (3,434%)   | 4 074 (3,261%)   |
| Азијати           | 464 (0,453%)     | 547 (0,438%)     |

## Партнерски градови
- Чангчуен
- Кјелце
- Тољати
- Хамилтон